# Филипид (песник)
Филипид (старогрчки: Φιλιππιδης) био је атински песник грчке нове комедије.
Био је син Филоклеа из Кефале и био је активан током 111. Олимпијаде (око 336-333. п.н.е.). Аулус Гелије бележи да је умро у дубокој старости од радости због неочекиване победе на такмичењу драмских писаца.
Био је велики лични пријатељ краља Лизимаха ( „наследника“ Александра Великог). Филипид је наводно имао велики утицај на Лизимаха. Током 285. пре Христа Атина је донела декрет у част Филипида због његових сталних захтева Лисзмаху за помоћ у обнови Пиреја и утврђења. Филипд је 286/285 пре нове ере изабран за агонотета.

## Сачувани наслови и фрагменти
Енциклопедија Суда наводи да је Филипид написао 45 позоришних дела. Сачувано је само 16 наслова драма (заједно са припадајућим фрагментима).
- Adoniazousai (Women Mourning for Adonis)
- Amphiaraos (Amphiaraus)
- Ananeosis (Renewal)
- Argyrioi Aphanismos (Disappearance of the Money)
- Auloi (Flutes)
- Basanizomene (Woman Being Tortured)
- Lakiadai (Laciadae)
- Mastropos (The Pimp)
- Olynthia (Woman from Olynthos)
- Sympleousai (Woman Sailing Together) or Synekpleousai (Women Sailing Forth Together)
- Philadelphoi (The Brother-Loving Men)
- Philathenaios (Lover of Athens)
- Philargyros (Lover of Money)
- Philarkhos (Philarchus)
- Phileuripides (The Euripides-Lover)
- Triodoi, or Rhopopoles